# Pamukkale
Pamukkale ("castillo de algodón" en turco) es una zona natural y al mismo tiempo una famosa atracción turística al sudoeste de Turquía, concretamente en el valle del río Menderes, en la provincia de Denizli, donde se disfruta de un clima templado la mayor parte del año.

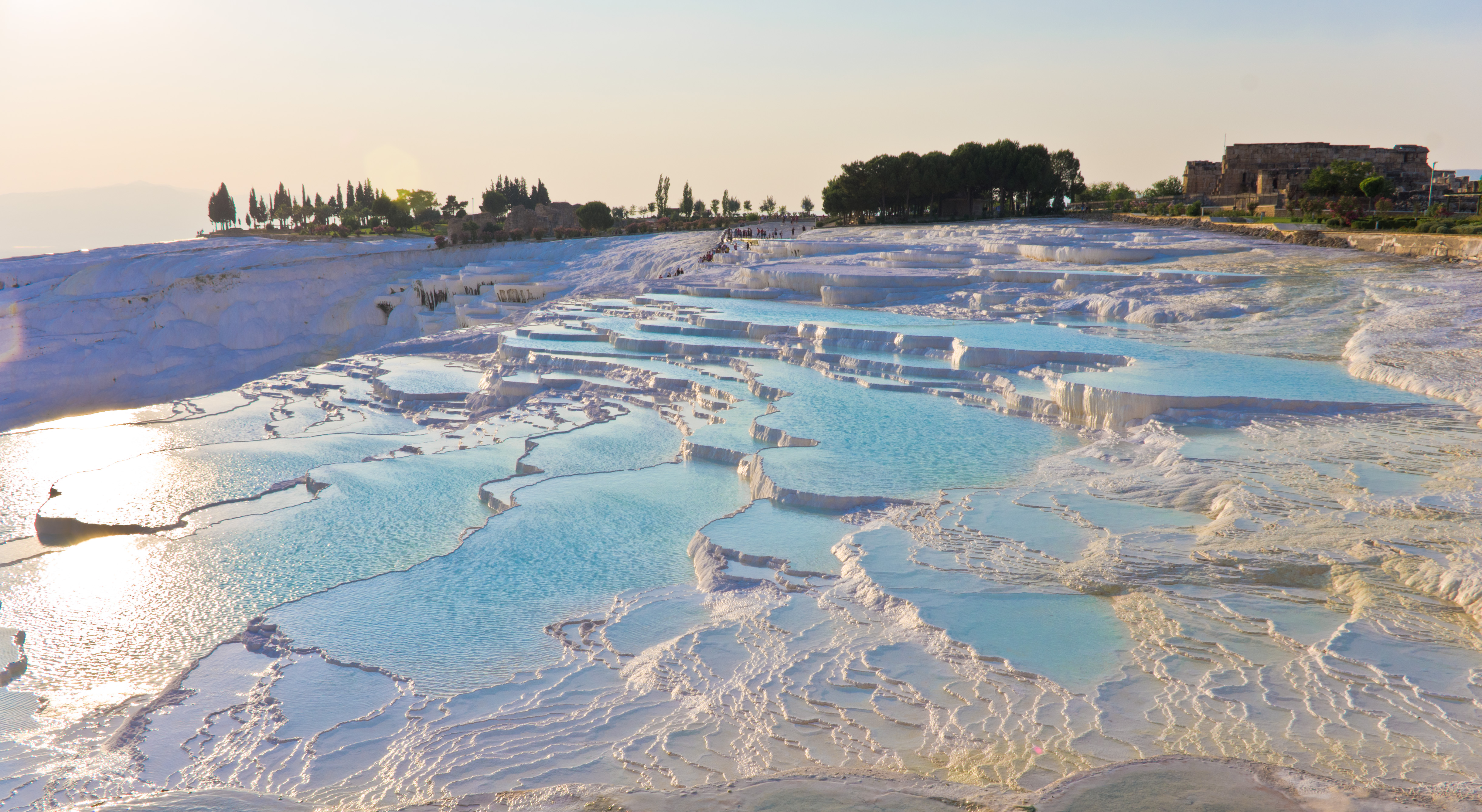
El agua contiene grandes cantidades de bicarbonatos y calcio.

La antigua ciudad de Hierápolis se construyó en lo alto del ‘castillo’ blanco, que en total tiene 2700 m de longitud y 160 m de altura. Puede ser divisado a gran distancia, por ejemplo, si vamos conduciendo por las colinas del lado opuesto del valle hacia la ciudad de Denizli, que está a 20 km, o viajando desde la costa de Antalya y el mar Egeo. 
Los movimientos tectónicos que tuvieron lugar en la depresión de la falla de la cuenca del río Menderes no sólo causaron frecuentes terremotos, sino que también ocasionaron la aparición de numerosas fuentes de aguas termales. Fueron esas aguas, con su alto contenido en minerales — creta en particular — las que crearon Pamukkale.
Además de algún material radioactivo, el agua contiene grandes cantidades de bicarbonatos y calcio que producen la precipitación de bicarbonato de calcio. Cada segundo brotan de estas fuentes 250 l de agua, dando lugar a la precipitación de 2,2 g de creta por cada litro de agua o 0,55 kg de creta por segundo. Con el paso del tiempo, algunas fuentes se secaron debido a los terremotos, mientras que otras nuevas surgieron en los alrededores.

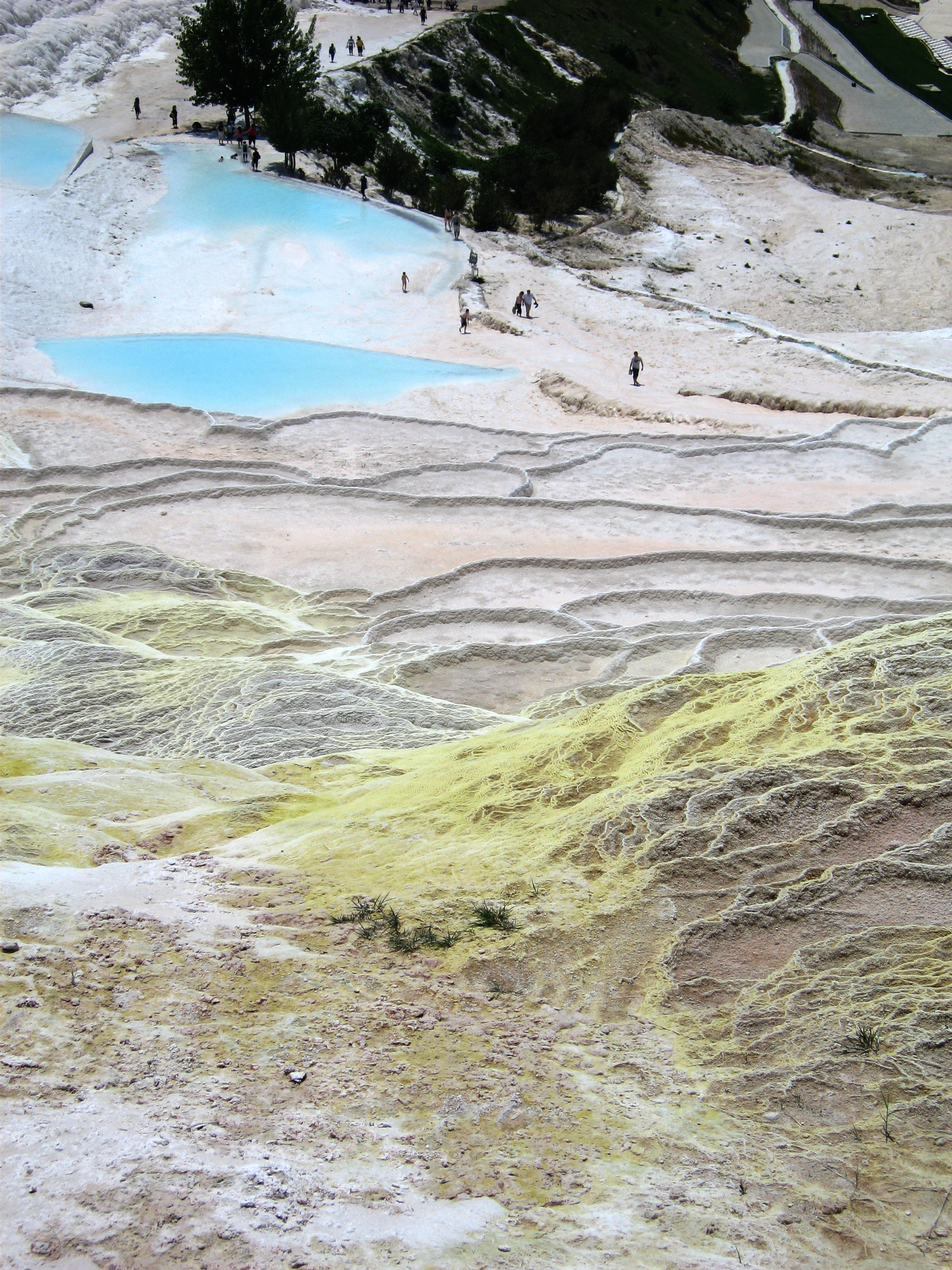
Travertinos con colores.

Este fenómeno natural produce gruesas capas blancas de piedra caliza y travertino que bajan en forma de cascadas por la ladera de la montaña, lo que da la sensación de estar ante una catarata congelada. Estas formaciones también adquieren el aspecto de terrazas de travertino en forma de medialuna, que contienen una capa de agua poco profunda dispuestas en el tercio superior de la ladera formando escalones, que oscilan de 1 a 6 metros de altura, o estalactitas que sostienen y unen estas terrazas.
Entre las rocas más antiguas se pueden encontrar mármoles cristalinos, cuarcitas y esquistos, que datan del periodo del Plioceno, mientras que la capa superior es de la era Cuaternaria. Los depósitos más recientes de carbonato de calcio le dan al lugar un aspecto blanco deslumbrante.

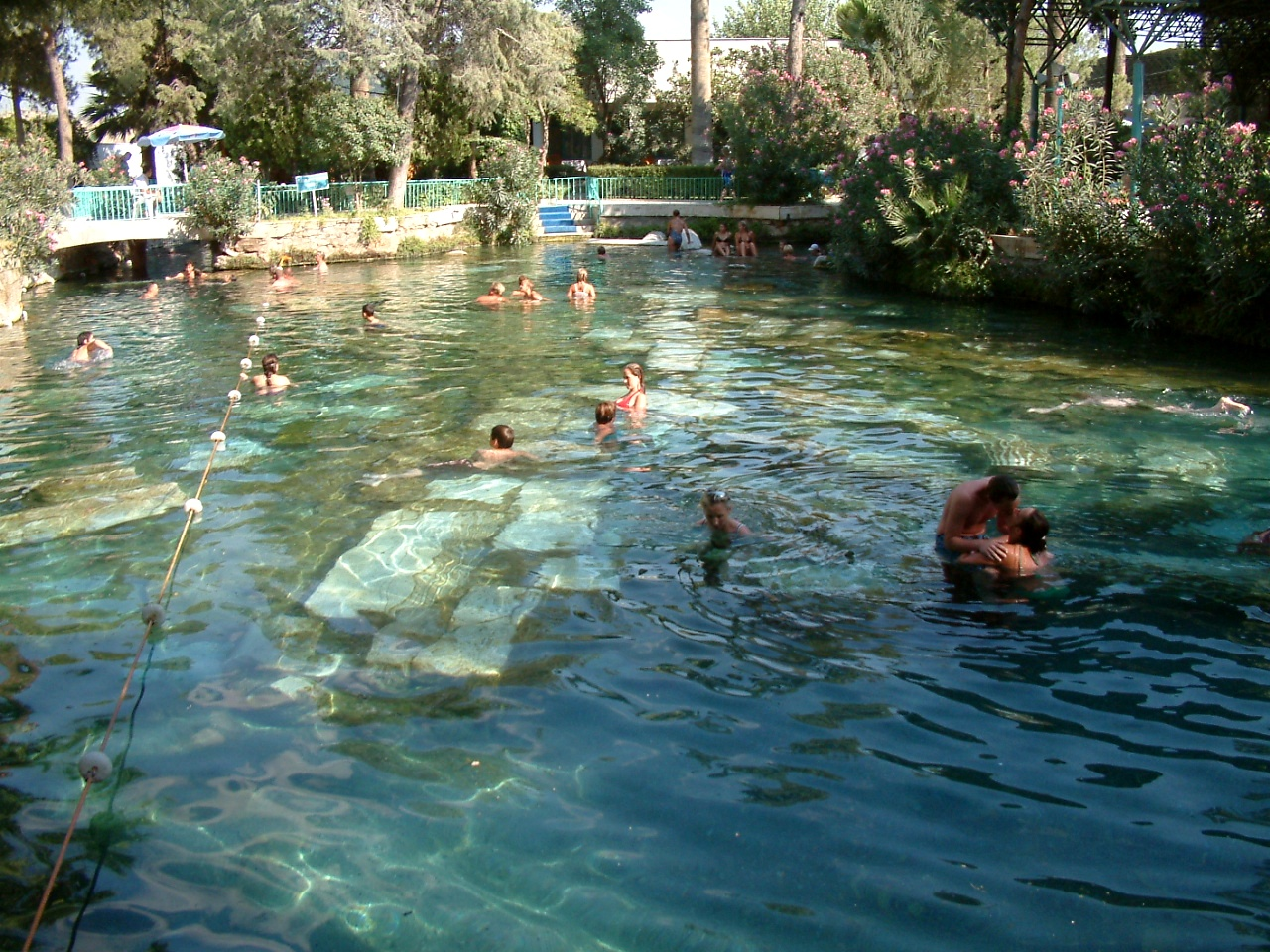
Piscina de Cleopatra en Hierápolis.

Estas fuentes, muy conocidas en la Antigüedad, fueron descritas al arquitecto romano Vitruvio. Los griegos frigios atribuyeron a sus aguas propiedades terapéuticas, otorgadas por los dioses, especialmente Asclepio (semidiós de la medicina) y su hija Higía (diosa de la salud, la higiene y la sanación), bajo la protección de Apolo (dios de la medicina y la curación). 
Junto con Hierápolis, Pamukkale está declarado Patrimonio de la Humanidad desde 1988.  Sólo unos pocos lugares en el mundo se le parecen, como las fuentes termales de Mammoth, en el Parque nacional de Yellowstone, en los Estados Unidos, Egerszalók en Hungría y Huanglong en la provincia china de Sichuan (otro lugar declarado Patrimonio de la Humanidad por la Unesco). Otra cascada similar es la de Hierve el Agua en San Isidro Roaguía en el estado de Oaxaca, México, en Norteamérica, según los expertos Hierve el agua y Pamukkale son las únicas dos joyas de este tipo en todo el mundo.

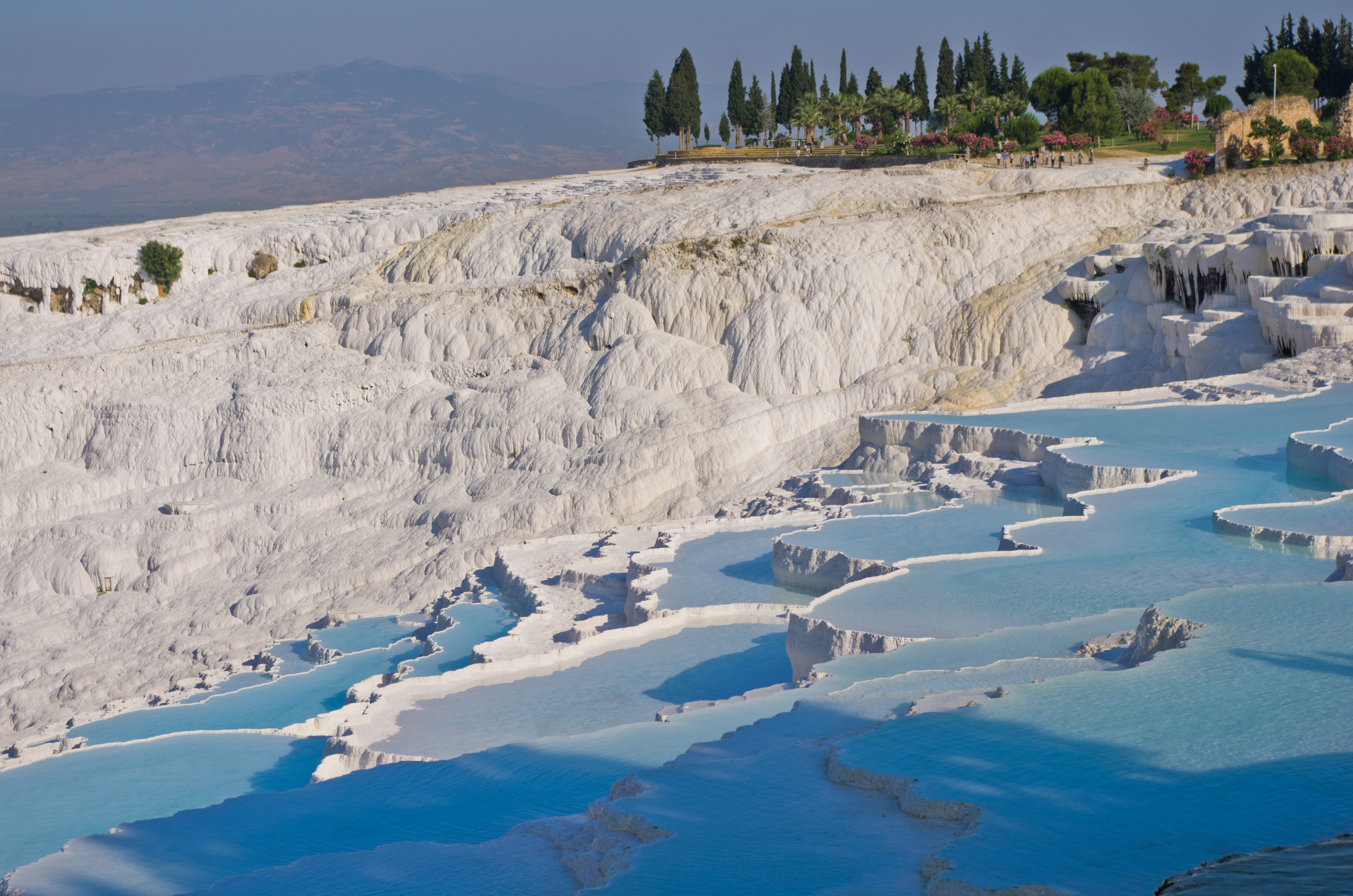
Pamukkale (castillo de algodón en turco) es una zona natural dentro de Hierápolis, la antigua ciudad helenística.

Antes de ser declarado Patrimonio de la Humanidad, Pamukkale estuvo muy descuidado durante las últimas décadas del siglo XX, época en la que se construyeron hoteles en lo alto del lugar que destruyeron parte de los restos de Hierápolis. Las aguas termales de las fuentes se utilizaron para llenar las piscinas de los hoteles y se vertieron aguas residuales justo sobre el monumento, de ahí que adquiriera un tono parduzco; además, se construyó una rampa de asfalto para acceder a la parte principal. Los turistas se paseaban con los zapatos puestos, se lavaban con jabón y champú en las pozas, subían y bajaban por las laderas montados en bicicletas y motocicletas. Para cuando la Unesco dirigió su atención hacia Pamukkale, el lugar estaba perdiendo su atractivo. Entonces se intentó restaurar: se demolieron los hoteles y la rampa se cubrió con pozas artificiales a las que hoy los turistas pueden acceder sin zapatos (a diferencia de lo que ocurre en otras zonas del lugar) y donde se pueden encontrar renacuajos; se realizó un canal alrededor de la rampa para recoger el agua e impedir que se derramara; se dejó que las zonas de color parduzco se blanquearan al sol y se evitó que estuvieran cubiertas de agua para atenuar el problema, razón por la cual muchas pozas permanecen vacías. Siguiendo un programa establecido, otras zonas de la parte superior de la colina se llenan de agua y se abren al público durante una o dos horas.
La actividad volcánica subterránea que causa las fuentes termales también causó que se filtrara dióxido de carbono en una cueva de Hierápolis a la que se llamó cueva de Plutón. Fue bautizada con ese nombre porque la gente que entraba allí moría a causa del gas y se pensaba que era Plutón, dios de los infiernos, el que enviaba ese gas.